# Мери Джей Блайдж
Мери Джейн Блайдж (на английски: Mary Jane Blige), по-известна като Мери Джей Блайдж (Mary J. Blige), е американска певица, рапърка, автор на песни, продуцент и актриса.

## Биография
Родена е на 11 януари 1971 г. в нюйоркския квартал Бронкс.
Започва кариерата си като беквокал в Uptown Records през 1989 г. Издава първия си албум „What's the 411?“ през 1992 г. и оттогава е създала общо 10 албума. Връх в кариерата си постига с албума „My Life“ от 1994 г.
Получила е 9 награди „Грами“, 8 от албумите ѝ достигат мултиплатинен статус в САЩ. „My Life“ се нарежда сред най-великите албуми, издадени някога според списанията Rolling Stone, Time, Vibe.
За съчетаването на хип-хоп и соул в началото на 90-те години и последвалия търговски успех получава наградата „Легенда“ на Световните музикални награди. Получава и наградата Voice of Music от музикалната издателска компания „Американско дружество на композиторите, текстописците и издателите“ (American Society of Composers, Authors and Publishers, ASCAP). Блайдж влиза в класацията на списание Time за влиятелните хора по света през 2007 г.
До 2013 г. Мери Джей Блайдж е продала над 50 милиона албума и 15 милиона сингли в световен мащаб. Списанието Billboard я класира сред най-успешните R&B изпълнителки за последните 25 години. Списанието също така посочва нейната песен Be Without You от 2006 г. като най-добрата R&B песен на десетилетието (2000 – 2010), която прекарва несравними 15 седмици на върха на класацията Hot R & B / Hip-Hop Songs.
През 2010 г. „VH1“ класира Мери Джей Блайдж на 80-о място в класация за „най-великите творци за всички времена“. Освен това тя е класирана номер 100 в списъка на „100-те най-велики певци на всички времена“ от списание „Rolling Stone“. През 2012 г., „VH1“ класира Блайдж под номер 9 в „100-те най-велики жени в музиката“.
Блайдж печели високи оценки за работата си в киното. Участва във филма I Can Do Bad All By Myself през 2009 г. и получава роля във филма „Рок завинаги“, който е представен в кината през 2012 г. Получава 2 номинации „Златен глобус“ за музикален принос към филмите „Боби“ и „Южнячки“. Блайдж е избрана да изпълнява песните на музикалната икона Нина Симон в биографичен филм за нея.
През юли 2010 г. в партньорство с Home Shopping Network (HSN) и Carol's Daughter Блайдж пуска на пазара парфюма My Life. Парфюмът чупи HSN рекордите с продажбата на 65 000 броя още на премиерата си. Парфюмът печели 2 награди „Фифи“, включително престижната Fragrance Sales Breakthrough.

## Дискография
| Година | Албум                                       |
| ------ | ------------------------------------------- |
| 1992   | What's the 411?                             |
| 1994   | My Life                                     |
| 1997   | Share My World                              |
| 1999   | Mary                                        |
| 2001   | No More Drama                               |
| 2003   | Love & Life                                 |
| 2005   | The Breakthrough                            |
| 2007   | Growing Pains                               |
| 2009   | Stronger with Each Tear                     |
| 2011   | My Life II... The Journey Continues (Act 1) |

## Филмография
| Година | Филм                | Оригинално заглавие           | Роля             | Бележки            |
| ------ | ------------------- | ----------------------------- | ---------------- | ------------------ |
| 1995   |                     | New York Undercover           | Себе си          | епизод 14, сезон 1 |
| 1998   |                     | The Jamie Foxx Show           | Ола Май          | епизод 14, сезон 2 |
| 2001   |                     | Angel: One More Road to Cross | Ангел хранител   |                    |
| 2001   | Затворническа песен | Prison Song                   | г-жа Бътлър      |                    |
| 2001   |                     | Strong Medicine               | Симон Фелоус     | епизод 4, сезон 2  |
| 2007   | Шепот от отвъдното  | Ghost Whisperer               | Джаки Бойд       | епизод 15, сезон 2 |
| 2007   | Антураж             | Entourage                     | Себе си          | епизод 8, сезон 4  |
| 2009   |                     | I Can Do Bad All By Myself    | Таня             | поддържаща роля    |
| 2009   | Рокфелер плаза 30   | 30 Rock                       | Себе си          |                    |
| 2010   |                     | American Idol                 | гост съдия       |                    |
| 2012   | Рок завинаги        | Rock of Ages                  | Justice Charlier |                    |
| 2013   | Betty and Coretta   | д-р Бери Шабац                | Биографичен филм |                    |